# Легёнкина, Галина Владимировна
Галина Владимировна Легенкина (21 января 1986) — российская женщина-борец вольного стиля, призёр чемпионата Европы.

## Карьера
В августе 2005 года в Вроцлаве стала серебряным призёром чемпионата Европы среди юниоров. В июле 2006 года в венгерском городе Сомбатхей победила на чемпионате Европы среди юниоров. В января 2007 года в Красноярске стала серебряным призёром Гран-При Ивана Ярыгина. В апреле 2007 года на чемпионате Европы в Софии в поединке за 3-е место в весовой категории до 59 победила украинку Юлию Остапчук в двух периодах и завоевала бронзовую медаль. После чемпионата Европы ей удалили гланды и она пропустила часть сезона. В декабре 2007 года в Санкт-Петербурге выиграла Кубок России. В январе 2008 года в Красноярске стала финалистом .

## Спортивные результаты
- Чемпионат Европы по борьбе среди юниоров 2005 — ;
- Чемпионат Европы по борьбе среди юниоров 2006 — ;
- Чемпионат Европы по борьбе 2007 — ;